# دوتی مای
دوتی مای (به صربی: Deveti Maj) یک منطقهٔ مسکونی در صربستان است که در نیش واقع شده‌است.